# پهالایبانیا
پهالایبانیا (به لاتین: Phalaibania) یک منطقه مسکونی در بنگلادش است که در استان باریسال و در ناحیه پیروج‌پور واقع شده‌است.